# Gustave Chaudey
Pour les articles homonymes, voir Chaudey.
Ange Gustave Chaudey, né à Vesoul le 5 octobre 1817 et fusillé à Paris 5e le 23 mai 1871, est un avocat, homme politique et journaliste français.

## Biographie
Après avoir commencé ses études au collège de Vesoul, Gustave Chaudey les poursuit à partir de 1835 à Paris, où il obtient une licence en droit en 1840. Journaliste à La Presse dès 1845, il seconde Lamartine et soutient Cavaignac au début de la Deuxième République. Après la victoire de Louis-Napoléon Bonaparte à l'élection présidentielle, Chaudey se fait inscrire au barreau de Vesoul. Opposé au coup d’État du 2 décembre 1851, il lacère une affiche préfectorale justifiant cet acte, ce qui lui vaut deux mois de prison. Il s'exile ensuite en Suisse où il devient le rédacteur en chef du Républicain neuchâtelois.
De retour à Paris en 1856, Chaudey y exerce son métier d'avocat tout en collaborant, à partir de 1860, au Courrier du dimanche. En 1865, il est, avec Langlois, Alexandre Massol et Duchêne, l'un des exécuteurs testamentaires de Proudhon, qu'il a défendu lors d'un procès en 1858 (à la suite de sa publication de De la justice dans la Révolution et dans l'Église).
Après l'arrestation de jeunes gens réunis au Café de la Renaissance de la place Saint-Michel en 1866, Chaudey prend part à leur défense. Parmi les inculpés, proches des blanquistes, on compte Tridon, Raoul Rigault (qui deviendra procureur de la Commune et ordonnera l'exécution de Chaudey), Léonce Levraud, Da Costa, le libre-penseur Alfred Verlière, Longuet, Genton, Protot, le menuisier Largilière, et Landowski.
Rédacteur en chef du Siècle, il devient l'ami du principal actionnaire de ce journal républicain, le banquier Henri Cernuschi. En 1869, il fait paraître une brochure intitulée L'Empire parlementaire est-il possible ? qui connaît un grand retentissement.

## Commune de Paris

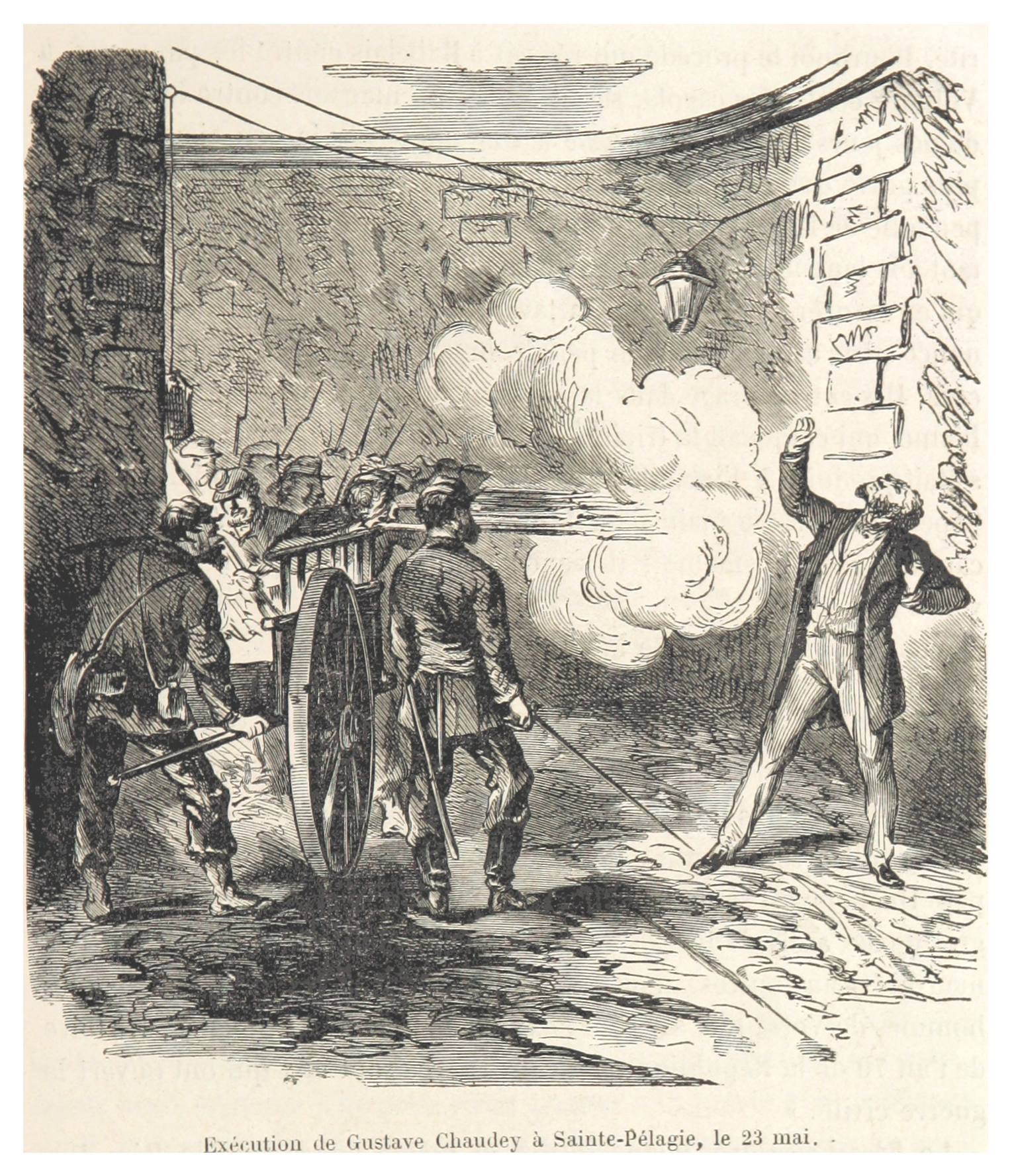
Exécution de Chaudey à Sainte-Pélagie, par Jules Rouquette (1871).

Quelques semaines après la chute du Second Empire, il est nommé, par un arrêté en date du 14 octobre 1870, maire du 9e arrondissement de Paris, en remplacement d’Arthur Ranc, démissionnaire. Il ne conservera ces fonctions que quelques jours, car il est battu par Ernest Desmarest lors des élections municipales du 5 novembre. Il est alors nommé adjoint au maire de Paris. Présent à l’hôtel de ville lors des événements du 22 janvier 1871, il répond à une députation, qui réclame la Commune, que la Commune est une idée fausse, qu’il l’a combattue et qu’il la combattra énergiquement et se fâche, même injurieusement, devant une nouvelle députation avec les mêmes demandes. Une manifestation (contre la décision du Gouvernement de Défense nationale d’offrir aux Prussiens la capitulation de Paris) ayant dégénéré en tentative de soulèvement, Gambon envoie cette dépêche télégraphique à Jules Ferry : « Chaudey consent à rester là ; mais prenez des mesures le plus tôt possible pour balayer la place. Je vous transmets, du reste, l’avis de Chaudey. »
Haï par les Communards qui voient en lui un fusilleur du peuple (le Père Duchêne rappelle le rôle qu’il a joué dans l’ordre donné à la troupe de réprimer l’émeute et de tirer sur la foule), il est arrêté le 13 avril 1871 par Pilotell, au moment même où il se ralliait à la révolution communaliste. Incarcéré à Mazas puis à la prison de Sainte-Pélagie, il est exécuté dans le préau de cette dernière prison le 23 mai 1871, en pleine Semaine sanglante, sur ordre du procureur de la Commune Raoul Rigault. Chaudey avait dit, après le 31 octobre 1870, à « Ferré et des partisans de la Commune qui réclamaient la liberté de Louise Michel et de leurs amis : « Les plus forts fusilleront les autres ». Il mourut peut-être de ce mot ». Quelques jours plus tard périssent, l'archevêque de Paris Georges Darboy, le président Bonjean, l’abbé Surat, archidiacre de Notre-Dame et l'abbé Deguerry, curé de la Madeleine.

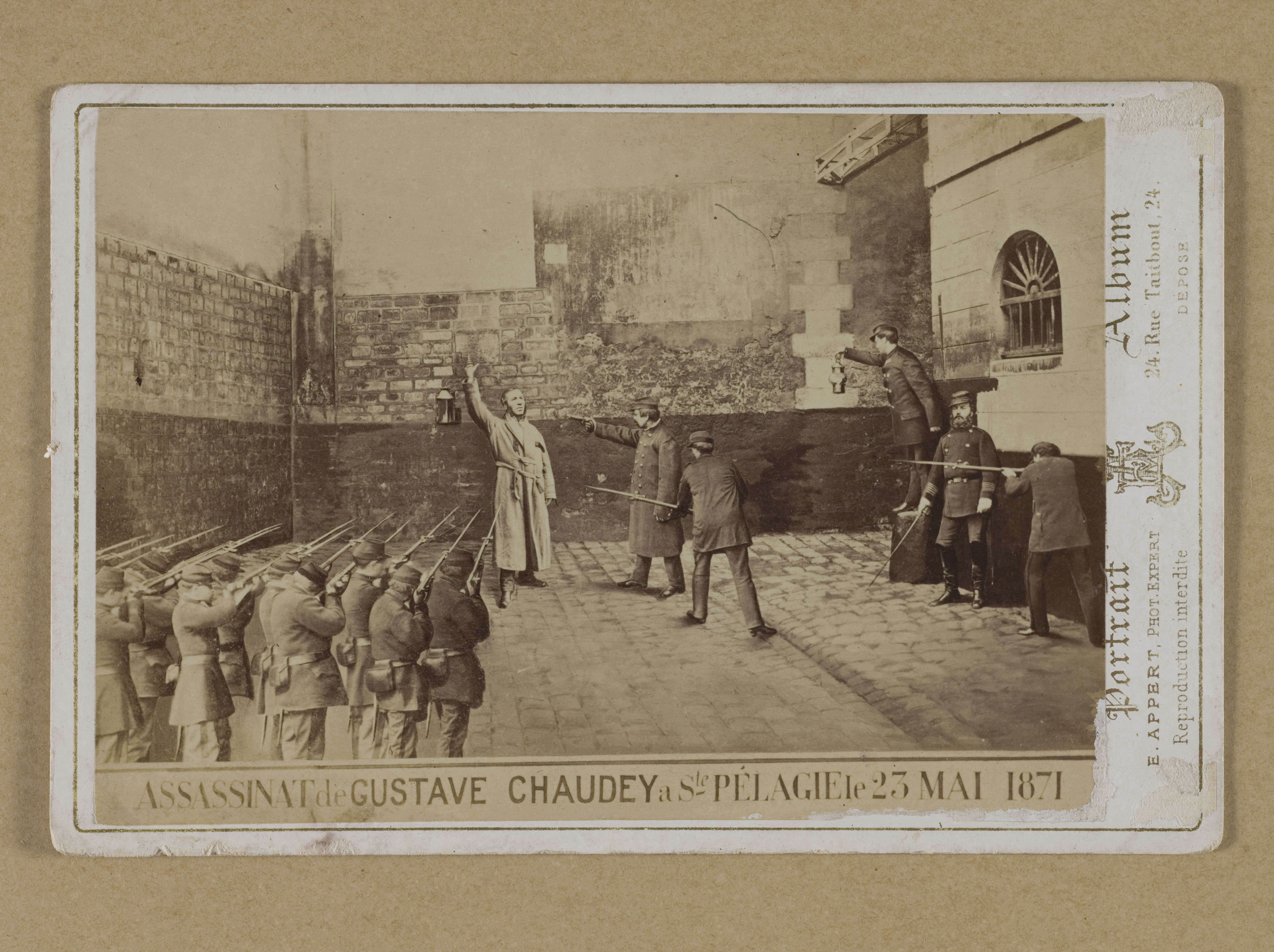
Assassinat de Gustave Chaudey à la prison de Sainte-Pélagie, photomontage d'Eugène Appert issu de sa série les Crimes de la Commune.

Cette exécution pousse le peintre Gustave Courbet, qui avait réalisé son portrait, à démissionner de ses mandats. Aucune preuve de la culpabilité de Chaudey dans la fusillade du 22 janvier n'a jamais été apportée. Sur la demande de Vermorel, Frédéric Cournet a vainement tenté de trouver un quelconque ordre de Chaudey d'ouvrir le feu. Vermorel avait conclu à la libération de Chaudey mais Delescluze s'y était opposé.
En mars 1872, l'ingénieur Gustave Simon Préau de Vedel, présumé avoir assisté Rigault lors de l'exécution de Chaudey, ce qu'il a toujours nié, est exécuté,.

## Tombe
Érigé entre fin 1873 et début 1874 dans la 29e division du cimetière de Montmartre, le monument funéraire de Chaudey comporte un buste sculpté par Jules Renaudot ainsi qu'une citation prémonitoire du défunt : 

« Si quelque balle récriminatrice nous est réservée, nous n'aurons qu'à tomber en faisant des vœux pour la République. »

## Famille
Gustave Chaudey est le père de Georges Chaudey, député de la Haute-Saône entre 1893 et 1898.

## Publications
- De la formation d'une véritable opposition constitutionnelle, Paris, Amyot, 1848, 68 p., in-8° (OCLC 457572863, lire en ligne).

## Sources bibliographiques
- Gustave Vapereau, Dictionnaire universel des contemporains, Paris, Hachette, 1880, p. 411-412.
- Lettres inédites de Proudhon à Gustave Chaudey et à divers comtois, publié par Édouard Droz dans Société d'émulation du Doubs, 1910, p. 156-208.